# Onimusha: Warlords
Onimusha: Warlords – gra komputerowa wydana w 2001 roku na konsolę PlayStation 2, w Japonii znana jako Onimusha (jap. 鬼武者). Pierwsza z serii gier Onimusha. Początkowo gra była tworzona z myślą o konsoli PlayStation, jednak po premierze PlayStation 2 Capcom zdecydował się zmienić plany wydawnicze. W 2002 roku, po wprowadzeniu do gry wielu zmian, wydano ją na konsolę Xbox pod tytułem Genma Onimusha. Następnie na rynku azjatyckim ukazała się wersja gry na Microsoft Windows.

## Fabuła
Gra przedstawia historię samuraja Samanosuke Akechi (jego postać w grze wzorowana jest na aktorze Takeshi Kaneshiro), który musi uratować księżniczkę Yuki z klanu Saitou i pokonać daimyō Nobunaga Oda, wskrzeszonego po podpisaniu paktu z demonami yōkai. Drugoplanową postacią w grze jest Kaede – Kunoichi udzielająca pomocy bohaterowi. Razem przemierzają zamek Inabayama w poszukiwaniu księżniczki.

## System rozgrywki
Rozgrywka przypomina wcześniejsze produkcje firmy Capcom z serii Resident Evil, lecz Onimusha: Warlords nastawione jest na walkę w zwarciu. Do systemu gry włączono także system power-upów bazujący na kulach magicznej energii, podobny do zastosowanego w serii Devil May Cry. Kule przedstawiają dusze pokonanych przeciwników i umożliwiają ulepszanie posiadanych broni.

## Postacie

### Samanosuke Akechi
Samanosuke Akechi (jap. 明智 左馬介 Akechi Samanosuke) – mistrz miecza podróżujący po Japonii w poszukiwaniu godnego siebie przeciwnika.
Bronie Samanosuke:
- Arkebuz
- Miecz Bishamon (jap. 毘沙門剣 Bishamonken) – miecz o nieograniczonej mocy magicznej i destrukcyjnej sile.
- Łuk
- Enryuu (jap. 炎龍剣 Enryuuken; Miecz Płomiennego Smoka) – miecz władający elementem ognia.
- Katana
- Raizan (jap. 雷斬刀 Raizantou; Ostrze Cięcia Gromu) – katana władająca elementem błyskawicy.
- Shippuu (jap. 疾風丸 Shippuugan; Okrąg Huraganu) – naginata władająca elementem wiatru.

### Kaede
Kaede (jap. かえで Klon) – Kunoichi wysłana przez klan Iga ze zleceniem zabójstwa Samanosuke. Z czasem staje się jego sojusznikiem.
Bronie Kaede:
- Nóż
- Kunai

## Obsada aktorska
| Postać              | Seiyū             | Angielski dubbing |
| ------------------- | ----------------- | ----------------- |
| Akechi Samanosuke   | Takeshi Kaneshiro | Tig Fong          |
| Kaede               | Nao Takamori      | Ayumi Iizuka      |
| Yumemaru            | Makoto Tsumura    | Austin Di Iulio   |
| Princess Yuki       | Akemi Okamura     | Hiromi Okiyama    |
| Nobunaga Oda        | Akio Ōtsuka       | Dennis Akayama    |
| Guildenstern        | Tamio Ōki         | Michael Stark     |
| Fortinbras          | Akio Ōtsuka       | Tony Daniels      |
| Tokichiro Kinoshita | Tōru Ōkawa        | Robert Lee        |
| Osric               | Naomi Kusumi      | Tony Daniels      |
| Nui, Hecuba         | Kaho Kōda         | Mung-Ling Tsui    |
| Narrator            | Ichirō Nagai      | Mark Owen         |

## Genma Onimusha
Wersja gry wydana na konsolę Xbox zawiera wiele zmian w stosunku do oryginału z PlayStation 2. Poprawiono oprawę graficzną gry oraz wprowadzono wiele zmian związanych z poziomem trudności – przeciwnicy są silniejsi i występują w większych ilościach. Dodano zieloną energię duszy, która może zostać wchłonięta zarówno przez gracza jak i przez demony. Dzięki niej gracz zyskuje chwilową nietykalność, oponenci zaś stają się szybsi i silniejsi. Dodano także nowy obszar działań, kilka nowych kostiumów dla postaci, możliwość odcinania kończyn przeciwnikom, nowe sceny filmowe i nowy super atak.

## Przyjęcie gry
Gra odniosła komercyjny sukces osiągając sprzedaż w wysokości 2 milionów kopii, z czego 1,4 miliona sprzedano w samej tylko Japonii, gdzie uzyskała status gry platynowej w miesiąc po wejściu na rynek i stała się w tamtym czasie najlepiej sprzedającą się grą na PlayStation 2. W Ameryce Północnej wartość sprzedaży osiągnęła 400 000 kopii i osiągnęła status Sony Greatest Hits. Gra została pozytywnie przyjęta przez krytyków, uzyskując ocenę 8.4 od Gamespot i 8.9/10 od IGN. Krytycy wysoko ocenili oprawę graficzną i dźwiękową oraz przebieg rozgrywki. Krytykowano krótki czas potrzebny do ukończenia gry.